# Alchemilla cleistophylla
Alchemilla cleistophylla är en tvåhjärtbladig växtart som beskrevs av Werner Hugo Paul Rothmaler och Otto Karl Anton Schwarz. Alchemilla cleistophylla ingår i släktet daggkåpor, och familjen rosväxter. Inga underarter finns listade i Catalogue of Life.